# ایچیجو کانه‌ترو
ایچیجو کانه‌ترو (به ژاپنی: 一条 兼輝 Ichijō Kaneteru); ۲۰ مهٔ ۱۶۵۲ – ۲۷ اکتبر ۱۷۰۵) یک اشراف درباری کوگیو در دوره ادو اهل ژاپن بود. او با دختر توکوگاوا میتسوسادا ازدواج کرد و دومین حاکم در قلمرو کیشو بود.

## خانواده
- پدر: ایچیجو نوریسوکه
- مادر: سیگنین (1636-1717)
- همسران:
  - نوری هیمه، دختر توکوگاوا میتسوسادا
  - دختر موری ناگاتسوگو
  - دختر یاماشینا توکیوکی
- پسر خوانده: ایچیجو کانه‌کا